# Эдирне (эялет)
Эялет Адрианополь (также Эялет Эдирне) был создан из частей эялетов Силистра и Румелия в 1826. Со временем регион стал частью вилайета Адрианополь.

## Административное деление
Санджаки эялета в середине XIX века:
1. Санджак Невахи (Центр — Чаталджа)
2. Санджак Текирдаг (Родосто)
3. Санджак Гелиболу (Галлиполи)
4. Санджак Эдирне (Адрианополь)
5. Санджак Филибе (Пловдив)
6. Санджак Слимия (Ислимия или Селимия)